# 丰乐镇 (渠县)
丰乐镇，是中华人民共和国四川省达州市渠县下辖的一个乡镇级行政单位。面积：36.8k㎡，人口：22448（2019年）,车牌代码：川S

## 行政区划
丰乐镇下辖以下地区：
丰乐村、茅滩村、碑岭村、跃寨村、光辉村、川燕村、黎乐村、黎明村和大湾村。